# Enkhuizen
Enkhuizen (posłuchajⓘ) – miasto w Holandii w prowincji Holandia Północna w regionie West-Friesland. Gmina ma 18 355 mieszkańców (według stanu na styczeń 2013) jest rozlokowana na 14,31 km², z czego 1,78 km² stanowi powierzchnia wód. Na aglomerację Enkhuizen składają się miejscowości Oosterdijk i Westeinde.

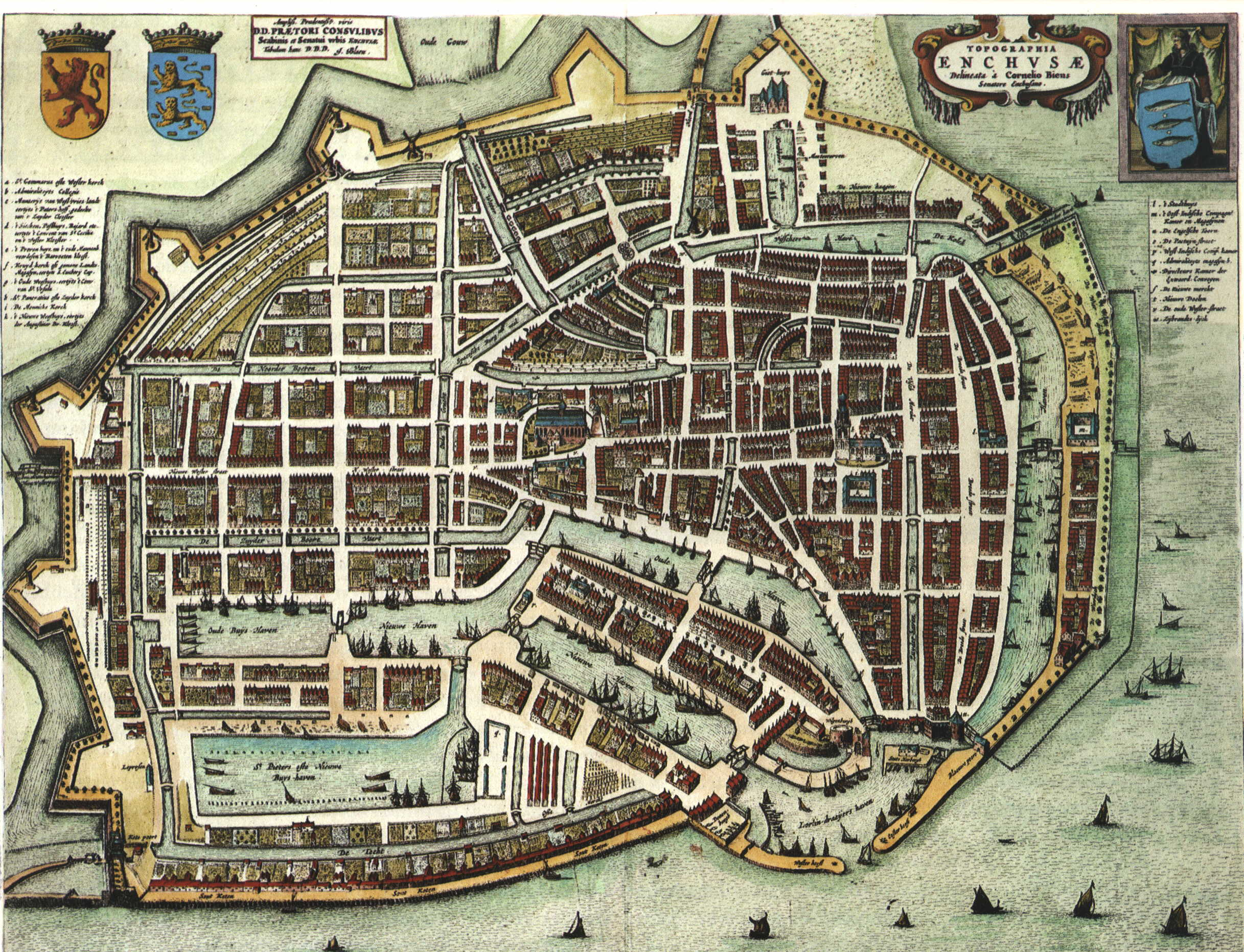
Stare Miasto

## Historia
Enkhuizen, podobnie jak Hoorn i Amsterdam, było jednym z miast portowych Holenderskiej Kompanii Wschodnioindyjskiej, skąd prowadzono handel zagraniczny z Indiami Wschodnimi. Prawa miejskie otrzymało w 1355 roku. W dniu 24 czerwca 1572 roku w czasie wojny osiemdziesięcioletniej w Enkhuizen powieszono pięciu franciszkanów z Alkmaar zwanych męczennikami z Alkmaar. Enkhuizen rozwinęło się w ważny ośrodek połowów śledzia; zbudowano nowe nabrzeża, a około 1600 roku aż 300 z 500 statków do połowów śledzia w Holandii działało z Enkhuizen.
W połowie XVII wieku Enkhuizen znajdowało się u szczytu swojej potęgi i było jednym z najważniejszych miast portowych w Holandii. Pod koniec swojego rozkwitu w 1652 roku Enkhuizen było dużym miastem jak na ówczesne standardy, liczącym ponad 25 000 mieszkańców. Miasto było wówczas większe: Kuhtor i pozostałości murów miejskich leżą na obszarze, który obecnie należy do peryferii.
Przyczyną późniejszego upadku była rosnąca konkurencja handlowa w kraju (Amsterdam) i za granicą (Anglia) oraz zamulenie portu. Podobnie jak Monnickendam, Edam, Hoorn i Medemblik, Enkhuizen stało się jednym z tak zwanych „martwych” miast na Zuidersee. 

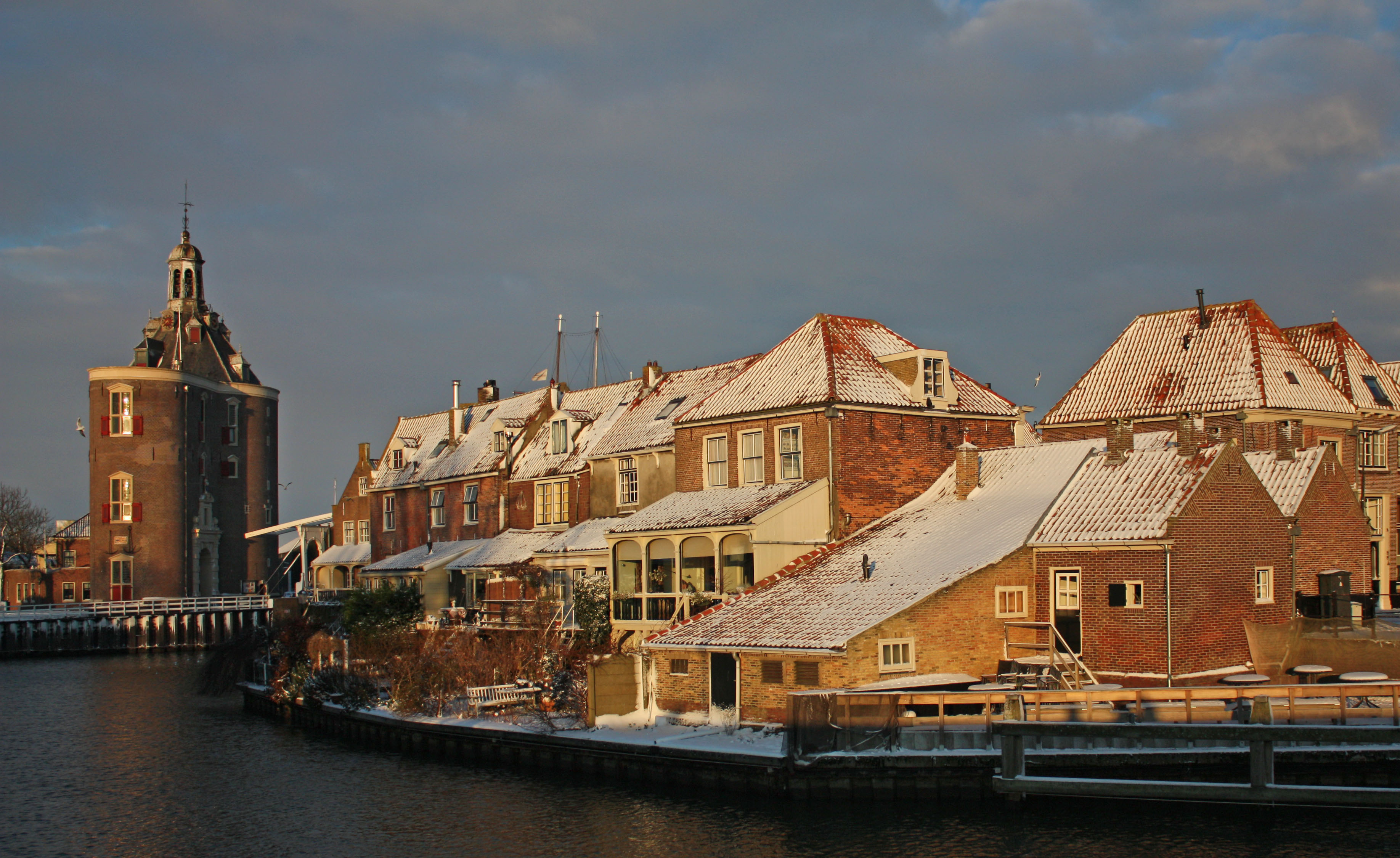
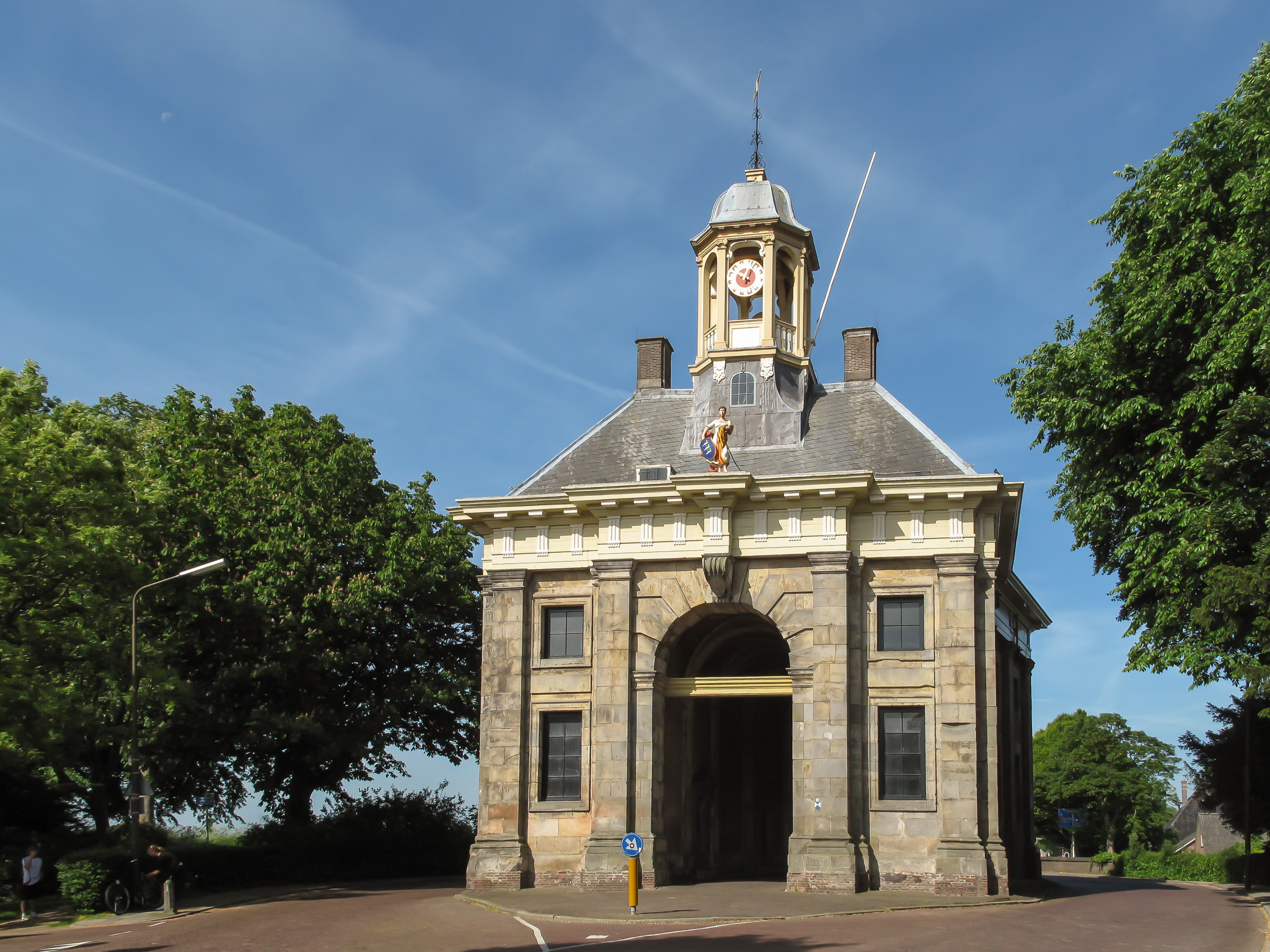
Koepoort (Brama Zachodnia)
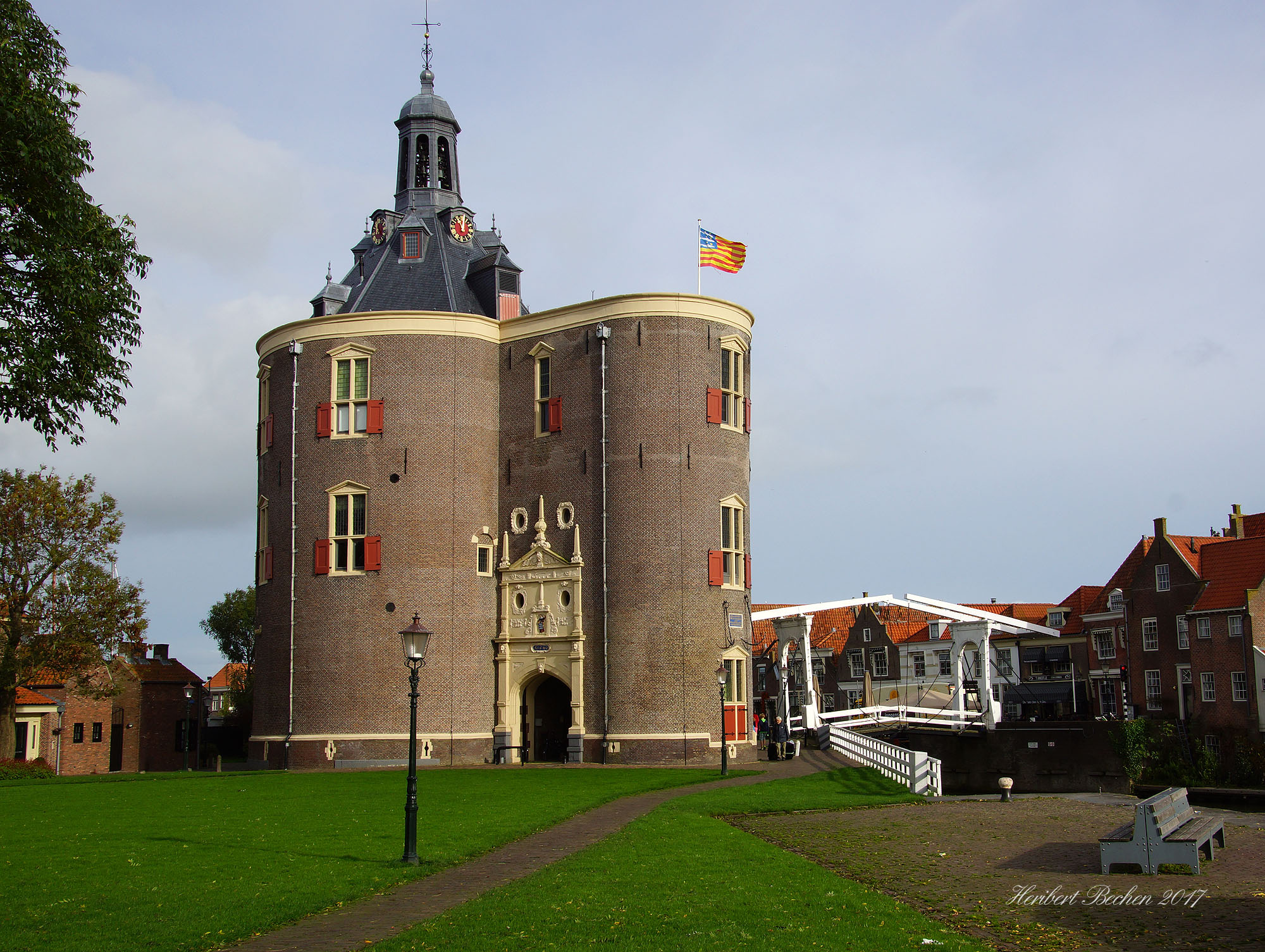
Drommedaris (Brama miejska)
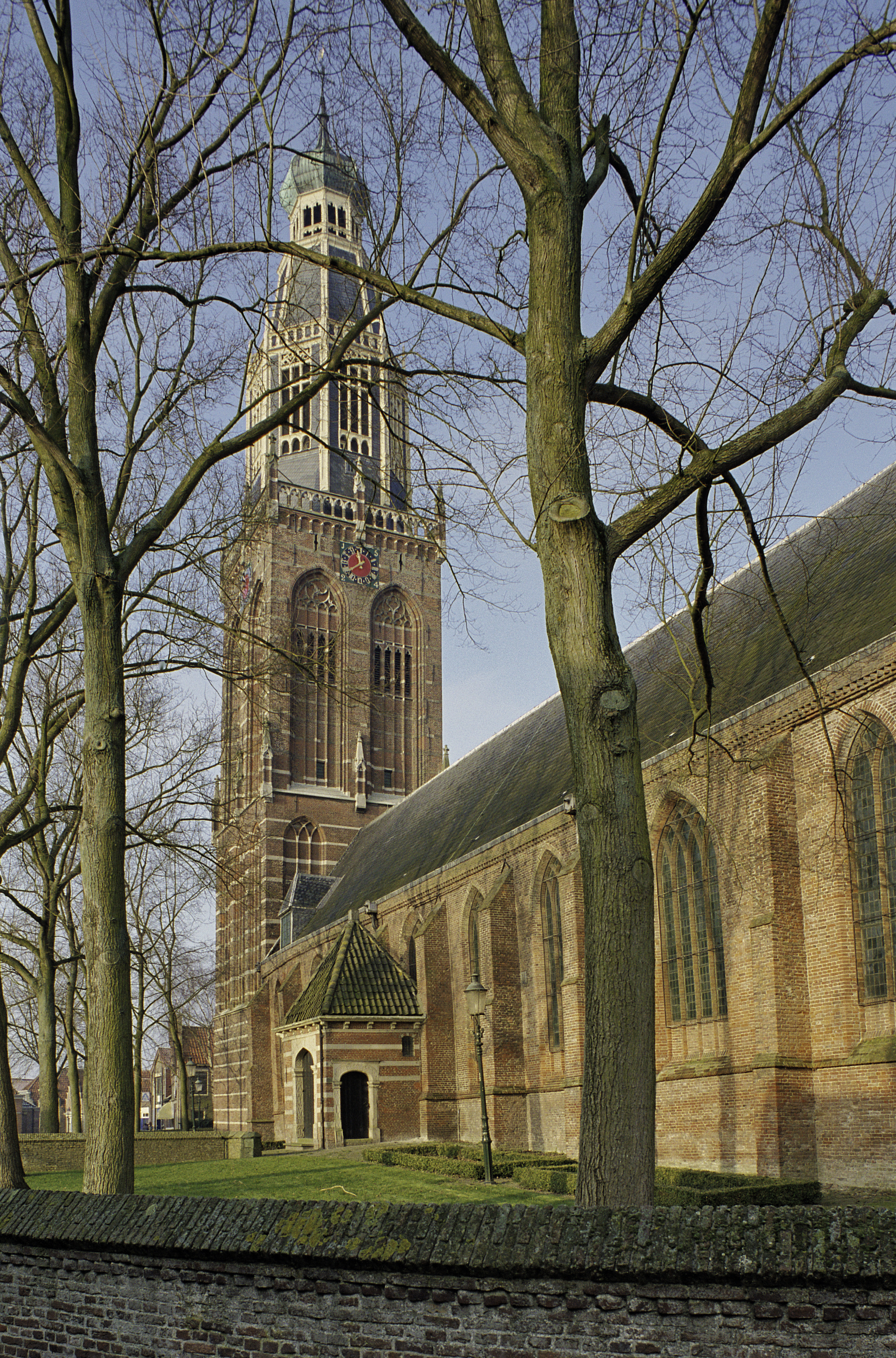
Zuiderkerk
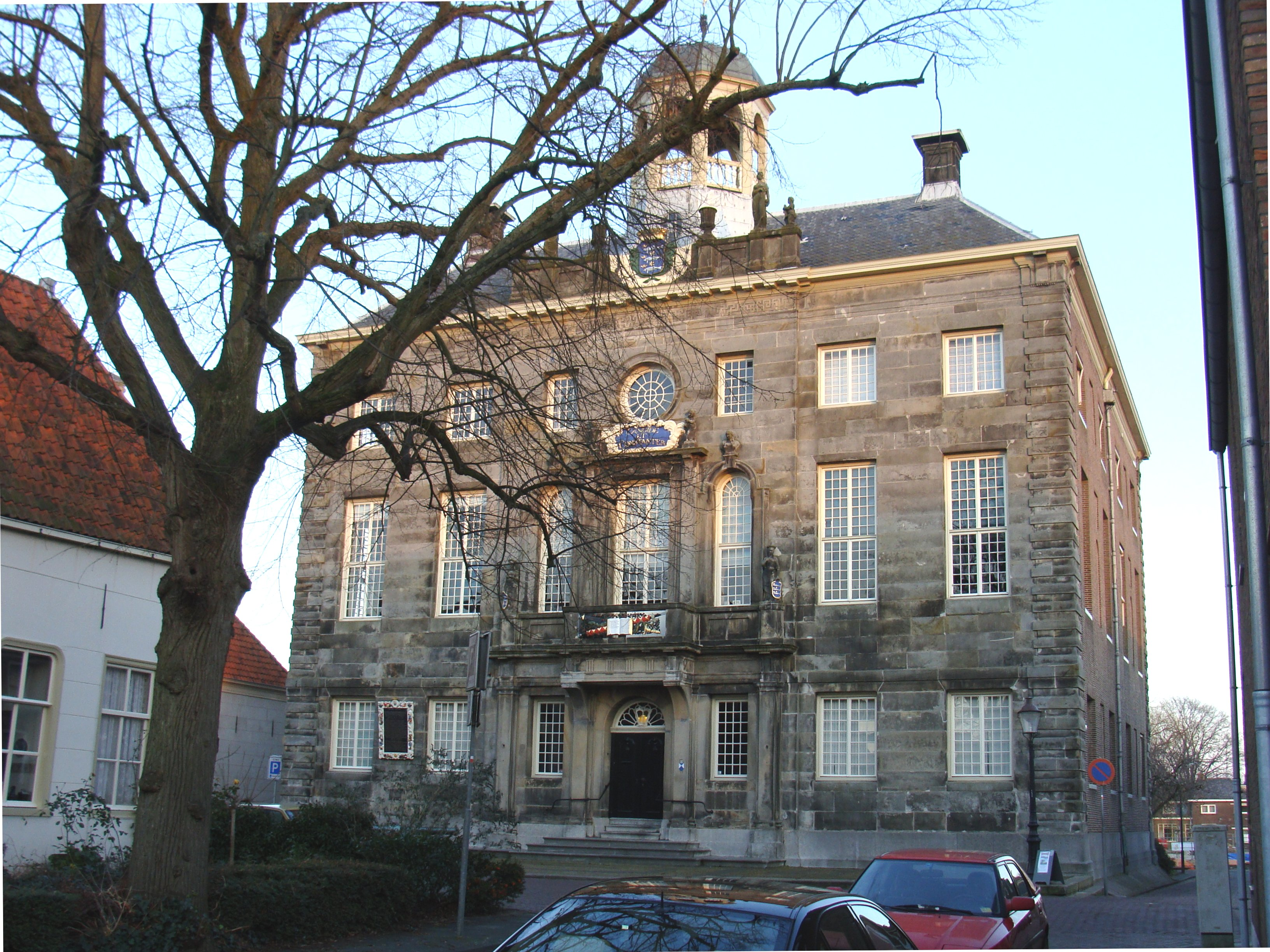
Ratusz